# Аладин (Зангеланский район)
Аладин (азерб. Aladin) — село в административно-территориальном округе Зангеланского района Азербайджана.

## Ойконим
Ойконим означает «обширное место жительства».

## География
Село находится в горной зоне.

## История
В ходе Первой карабахской войны, в 1993 году село было занято армянскими вооружёнными силами, и до ноября 2020 года находилось под контролем непризнанной НКР. 30 октября 2020 года, в ходе Второй карабахской войны, президент Азербайджана объявил об освобождении села Аладин вооружёнными силами Азербайджана. В июне 2021 года минобороны распространило видеокадры из освобождённого села Аладин.